# Hans-Jörg Schmidt-Trenz
Hans-Jörg Schmidt-Trenz (* 8. Dezember 1959 in Saarburg) ist ein deutscher Wirtschaftswissenschaftler mit der venia legendi für Volkswirtschaftslehre. Er ist §17-Professor der Universität Hamburg, Außerplanmäßiger Professor der Universität des Saarlandes und war langjähriger Hauptgeschäftsführer der Handelskammer Hamburg sowie Gründungspräsident der HSBA Hamburg School of Business Administration. Er ist u. a. Mitglied des Verwaltungsrats der Bâloise Holding AG mit Sitz in der Schweiz und Partner der Companylinks GmbH.

## Leben

### Akademische Laufbahn
Schmidt-Trenz studierte von 1980 bis 1984 Volkswirtschaftslehre und Geschichte an der Universität des Saarlandes und der University of Michigan (Ann Arbor). Seine wissenschaftlichen Schwerpunkte liegen im Bereich der Governance. 1988 promovierte er bei Dieter Schmidtchen am Lehrstuhl für Nationalökonomie, insbes. Wirtschaftspolitik der Universität des Saarlandes, mit einem bei NOMOS erschienenen Werk mit dem Thema „Außenhandel und Territorialität des Rechts“, die mit summa cum laude bewertet wurde. Darin erfolgte die Grundlegung der „Neuen Institutionenökonomik Internationaler Transaktionen“. 1995 folgte die Habilitation mit einer verbandsökonomischen Schrift, die bei Mohr-Siebeck erschien. Im Jahr 2000 wurde er zum außerplanmäßigen Professor der Universität des Saarlandes ernannt und im Jahr 2008 zum Professor der Universität Hamburg am Fachbereich VWL. Von ihm sind zahlreiche Artikel erschienen, u. a. in Public Choice, im Southern Economic Journal, in Constitutional Political Economy, in den Jahrbüchern für Neue Politische Ökonomie und in den Jahrbüchern für Nationalökonomie und Statistik. Gemeinsam mit Rolf Stober gibt er die Reihe „Recht und Ökonomik des Dritten Sektors (RÖDS)“ heraus. Sein Lehrangebot umfasst die Institutionenökonomik, die Ökonomik des Dritten Sektors sowie die Internationalen Wirtschaftsbeziehungen. Von 2004 bis 2019 war er Gründungs-Präsident der von der Handelskammer Hamburg getragenen HSBA Hamburg School of Business Administration, deren Ehrensenator er seit 2020 ist.

### IHK-Laufbahn
Schmidt-Trenz wurde 1988 Geschäftsführer der IHK Karlsruhe und kurze Zeit danach zugleich Geschäftsführer der IHK-Unternehmens- und Technologieberatungs-GmbH UTB, die mit der Technologiefabrik Karlsruhe das seinerzeit größte deutsche start-up-Zentrum betreute. Ebenso fungierte er zeitgleich als Geschäftsführer der Technologieregion Karlsruhe GdBR, einer kommunalen Wirtschaftsförderungseinrichtung mehrerer großer Kreisstädte und Landkreise in der Region in Zusammenarbeit mit der TU und dem Forschungszentrum  Karlsruhe. Er organisierte die 1. Kulturkonferenz der Technologieregion und legte mit einem IHK-Gutachten zum regionalen Luftverkehr die Bedarfsgrundlage für die nach der Wende erfolgte Umwandlung der kanadischen Airbase Söllingen in den heutigen Flughafen Karlsruhe/Baden-Baden (Baden Airpark).
Von 1996 bis 2017 war er Hauptgeschäftsführer der Handelskammer Hamburg. In diese Zeit fallen wichtige Weichenstellungen für die die Handelskammer wie für die Stadt Hamburg.
Er gründete Ende der 90er Jahre die HKS Handelskammer-Service-GmbH sowie die HKBiS Handelskammer-Bildungsservice GmbH sowie 2004 die HSBA Hamburg School of Business Administration, deren Präsident er bis Ende 2019 war (heute Ehrensenator). 2005 erfolgte die Gründung des Hanseatischen Wirtschaftsarchivs. Mit Entstehung des Internets führte er die HK24.de ein, die zum Muster für über 50 Internetauftritte deutscher IHKn wurde – einem System, dem er als Vorsitzender des Lenkungsausschusses der IHK24 von der Gründung bis zu seinem Ausscheiden vorsaß. 2007 wurde das von ihm initiierte und vom Stuttgarter Stararchitekten Behnisch entworfene „Haus im Haus“ im Börsensaal der HK mit Gründerzentrum und Ausstellungsflächen eröffnet, 2014 der gegenüber der HK über der U-Bahn errichtete Handelskammer-Innovations-Campus am Adolphsplatz für die diversen Bildungsaktivitäten der Kammer. Beide Bauwerke wurden in ihrem jeweiligen Fertigstellungsjahr als „Hamburger Bauwerk des Jahres“ ausgezeichnet.
Großen Einfluss hatte die Handelskammer in seiner Amtszeit auf die Stadtentwicklung. Beispiele sind der Bau der S-Bahn zum Hamburger Flughafen auf der Grundlage eines von der Handelskammer entwickelten Finanzierungskonzepts, die von der Handelskammer gegründete Allianz für den Airbus A380, die zum Bau der entsprechenden Fertigungsanlagen auf einer Teilfläche des Mühlenberger Lochs beitrug, das Eintreten für zwei Fahrrinnenanpassungen der Elbe,  die Einführung des von der Handelskammer maßgeblich mitentwickelten Hamburger BID-Gesetzes (Business Improvement District), das zur Neugestaltung wesentlicher Einkaufsstraßen und Plätze in der Hamburger City, in HH-Bergedorf und in HH-Wandsbek führte.
Keinen Erfolg hatte die Unterstützung der Handelskammer in der Zeit von Schmidt-Trenz mit seinem zweifachen Eintreten für die Durchführung Olympischer Spiele in Hamburg. Erfolgreich etablierte Mitarbeiter der Handelskammer in seiner Zeit den seit 2004 im zweijährigen Turnus stattfindenden „Hamburg Summit: China meets Europe“ und verankerte die HK Hamburg als internationalen player: Er initierte u. a. jährliche Treffen mit Vertretern der City of London und Vertretern der Dubai Chamber of Commerce. Er war zeitweise Vorsitzender des Arbeitskreises Europäischer Hauptgeschäftsführer, Generalsekretär der von ihm mit initiierten trinationalen, im Jahr 2000 gegründeten Kammerunion Elbe-Oder und Vice-Chair der ICC/World Chamber Federation. Von 2003 bis 2013 leitete er auf Wunsch des madagassischen Staatspräsidenten Ravalomanana das von madagassischer Seite so genannte Entwicklungshilfeprojekt „Roso-Schmidt-Trenz“, das zur Neukonstituierung von 24 Industrie- und Handelskammern und der Schaffung eines dualen Berufschulsystems nach deutschem Vorbild führte. Bundespräsident Horst Köhler würdigte das Projekt im Jahr 2006 mit seinem Besuch.
2015 kam es zu medialer Aufmerksamkeit hinsichtlich der Bezüge Schmidt-Trenzs in seiner Zeit als Hauptgeschäftsführer der Handelskammer Hamburg, welche für das Jahr 2014 mit 475.000 EUR beziffert wurden. Dies führte zu Diskussionen in der Öffentlichkeit, ob diese Bezüge angemessen für die entsprechende Funktion seien.
Über das Ausscheiden von Schmidt-Trenz aus den Diensten der Handelskammer finden sich zahlreiche Medienberichte, die über einschläge Internetsuchmaschinen zu finden sind. 

### Aufsichtsrats-, Stiftungs- und weitere Tätigkeiten
Schmidt-Trenz war als Hauptgeschäftsführer langjähriges Mitglied verschiedener Aufsichtsräte: Hamburger Flughafen GmbH, Hamburger Messe- und Congress GmbH, IHK-GFI-GmbH; außerdem Rundfunkrat des NDR, Beirat der HanseMerkur und Mitglied des Kuratoriums und des Wahlausschusses der HASPA, Hamburger Sparkasse.
Aktuell ist er Verwaltungsrat der Bâloise Holding AG mit Sitz in der Schweiz, der Baseler Lebensversicherungs AG und der Baseler Versicherungs AG. Er ist Vorsitzender des Kuratoriums der Tafelstiftung Hamburg-Schleswig-Holstein, Vorstand der Märta und Erik Karberg-Stiftung sowie Mitglied des Kuratoriums des Überseeclubs Hamburg e. V.
Als Partner der Companylinks GmbH engagiert er sich im Investoren-Matching für mittelständische Unternehmen und im Rahmen der von ihm mitinitiierten ISEM-Initiative für die Mobilisierung von Eigenkapital für von der Corona-Krise betroffenen Mittelständlern. Zugleich ist er beratend für Wirtschaftsunternehmen tätig.

## Auszeichnungen
- 2007 Ritterkreuz des madagassischen Nationalordens
- 2010 Goldene Ehrennadel der Kammerunion Elbe-Oder
- 2014 Europäischer Preis für Professional Commitment[14]
- 2017 Hamburger des Jahres
- 2017 Freeman der City of London
- Zweimal holte die Handelskammer Hamburg während seiner Zeit  als deren Hauptgeschäftzsführer die ersten Plätze für das weltbeste Kammerprojekt im Rahmen der World Chamber Competition der ICC:
  - Kuala Lumpur 2009: Madagaskar-Projekt
  - Sydney 2017: Flüchtlings-Projekt.

## Schriften (Auswahl)
- Außenhandel und Territorialität des Rechts. Grundlegung einer neuen Institutionenökonomik des Außenhandels. Baden-Baden 1990, ISBN 3-7890-1868-6.
- Die Logik kollektiven Handelns bei Delegation. Das Organisationsdilemma der Verbände am Beispiel des Beitragszwangs bei den Industrie- und Handelskammern. Tübingen 1996, ISBN 3-16-146607-1.
- als Herausgeber mit Matthias Fonger: Bürgerföderalismus. Zukunftsfähige Maßstäbe für den bundesdeutschen Finanzausgleich. Ergebnisse eines von den Handelskammern Hamburg und Bremen veranstalteten Symposiums. Baden-Baden 2000, ISBN 3-7890-7056-4.
- als Herausgeber mit Rolf Stober: Der Dritte Sektor als Infrastrukturakteur. Baden-Baden 2014, ISBN 3-8487-1486-8.
- Institutionenökonomik. Theorie der Governance. München 2023, ISBN 978-3-8006-7076-5.